# Конрад Цузе
Конрад Цузе (на немски: Konrad Ernst Otto Zuse) е германски строителен инженер и компютърен пионер.
Най-значимото му постижение е първият в света програмируем компютър – Z3 (1941). Книгата му Пресмятащото пространство е първото обстойно изложение на идеята за Вселената като клетъчен автомат или компютър.

## Дейност преди Втората световна война и Z1
Роден в Берлин, Германска империя, родителите му се преместват в Браунсберг, Източна Прусия през 1912 г., където баща му работи като пощенски служител. Цузе посещава Collegium Hosianum в Браунсберг и след като семейството му се премества в Хойерсверда, завършва образованието си през 1927 г. Цузе завършва строително инженерство в Техническия университет Берлин през 1935 г. Там по време на следването си Цузе трябва да извършва множество изчисления на ръка, което той намира за отегчително и сковаващо мозъка. Това го подтиква да мечтае за машина, която да извършва изчисления.
Започва работа като инженер конструктор в самолетната фабрика „Хеншел“ в Берлин-Шьонефелд, но напуска година по-късно, за да създаде програмно управлявана/програмируема машина. Работейки в апартамента на родителите си през 1936 г., първият му опит, наречен Z1, е бинарен, електромеханичен калкулатор с ограничена програмируемост, четящ инструкции от перфолента. Цузе завършва Z1 през 1938 г. Тази машина никога не заработва добре, което се дължи на липсата на достатъчно точни механични части. Z1 и неговите планове са унищожени по време на Втората световна война.

## Разработки през Втората световна война
Втората световна война прави невъзможно за Цузе и други компютърни учени да работят с колегите си във Великобритания и САЩ или да поддържат контакт с тях. През 1939 г. Цузе е извикан на военна служба, но успява да убеди армията да го върне към компютрите му. През 1940 г. спечелва подкрепата на Изследователския институт по аеродинамика, който използва разработките му за производството на безмоторни бомби. Цузе построява Z2, преработена версия на Z1, от телефонни релета. Същата година, основава компанията Zuse Apparatebau, която се занимава с производството на машините му.
През 1941 г. Цузе построява машината Z3. Тя представлява бинарен 22-битов калкулатор, характеризиращ се с програмируемост, с памет и изчислително тяло, базиран е на телефонни релета. Телефонните релета, използвани в машините му, са събрани от изхвърлена стока.
Цузе никога не получава подкрепата, която имат компютърните пионери в държавите от Съюзническите сили, като Алан Тюринг и други. Z3 е финансиран само частично от Германския институт за експериментална авиация, който иска автоматизация на обширните си изчисления. Молба на неговия сътрудник Хелмут Шрейер до правителството за финансиране на електрически наследник на Z3 е отказана като „стратегически неважна“. През 1937 г. Шрейер съветва Цузе да използва електронни лампи, като превключващи елементи.
Компанията на Цузе (заедно със Z3) е унищожена през 1945 г. от атака на Съюзниците. За щастие, отчасти завършеният, базиран на електрически релета Z4 е преместен на сигурно място по-рано. Цузе проектира първия език за програмиране от високо ниво – Планкалкюл, от 1941 г. до 1945 г., въпреки че го публикува изцяло през 1972 г. Никакъв транслатор не е наличен за Планкалкюл до 2000 г., когато екип от Свободния берлински университет създава такъв.
Конрад Цузе се жени за Жизела Брандес през януари 1945 г. През ноември 1945 г. им се ражда син – Хорст Цузе.

## След войната
През 1946 г. Цузе основава една от първите компютърни компании – Zuse-Ingenieurbüro Hopferau. Началният капитал е събран чрез ETH Zürich и след сделка с IBM за патентите на Цузе.
През 1949 г. Цузе основава друга компания – Zuse KG. Машината Z4 е завършена и доставена на ETH Zürich, Швейцария през септември 1950 г. По това време това е единственият работещ компютър в Европа и вторият продаден в света компютър след BINAC. Цузе и компанията му строят и други компютри, всички номерирани с начална буква Z до Z43. От тях най-забележителни са Z11, продаден на предприятия от оптичната индустрия и университети, и Z22 – първият компютър с магнитна памет (базирана на магнитен запис). До 1967 г. Zuse KG построява общо 251 компютъра. Поради финансови проблеми е продадена на концерна Сименс.
Между 1987 и 1988 г. Цузе пресъздава Z1, но по средата на проекта получава сърдечен удар и се оттегля. Машината съдържа 30 000 компонента, струва 800 000 германски марки и се нуждае от четирима души (включително Цузе), за да бъде сглобена. Финансирането на този проект е осигурено от Сименс АГ и консорциум от още пет компании.
След пенсионирането си Цузе се отдава на хобито си – рисуване. Умира на 18 декември 1995 в Хюнфелд, Германия, близо до Фулда.

## Пресмятащото пространство (Rechnender Raum)
През 1967 г. Цузе изказва предположение, че Вселената е своеобразен клетъчен автомат; през 1969 г. публикува книгата Rechnender Raum. Тази негова идея привлича много внимание, тъй като срещу нея няма физично доказателство. Едуард Фредкин (1980-те), Юрген Шмидхубер (1990-те), Стивън Волфрам и други учени я развиват и тя става популярна като идеята за цифрова или дигитална физика.

## Награди
- 1964 – Пръстен „Вернер фон Сименс“ (заедно с Фриц Леонхард и Валтер Шотки)
- 1972 – Федерален кръст за заслуги